# Batizovský štít
Batizovský štít je horský štít o nadmořské výšce 2448 m ve Vysokých Tatrách na Slovensku.

## Charakteristika
Batizovský štít je mohutný dvojvrcholový štít ležící v hlavním hřebeni Vysokých Tater v závěru Batizovské doliny. Ze severní strany uzavírá Bielovodskou dolinu resp. ční nad její odnožemi: Litvorovou dolinou a Kačací dolinou. Štít je viditelný i z podhůří (z Batizovců a blízkého okolí). Pod štítem, vedle Batizovského plesa vede turistický chodník, Tatranská magistrála. Z ní se naskýtá na štít pěkný pohled, kdy se tento odráží v hladině plesa. Před štítem leží malý vrchol, který se nazývá Kostolík.
Batizovský štít je nejvyšším vrcholem hřebene mezi Zadním Gerlachovským štítem a Popradským Ľadovým štítem. Od Zadního Gerlachu ho oddělují Západné a Východné Batizovské sedlo, mezi nimiž leží hřeben, tzv. Batizovské zuby. Do obou dolin padají ze štítu stěny vysoké od 150 - 300 metrů (Gerlachovské spády na severu), po kterých vede mnoho horolezeckých tras (hlavně na jih, ve směru z Batizovské doliny). Na západ od něj leží Kačací štít, od kterého je oddělen množstvím zubů a štěrbin (např. Batizovská ihla, Prostredná Batizovská štrbina, Batizovská kopa, Kačací hrb, Prostredné Kačacie sedlo a jiné). Štít má dva vrcholy - hlavní: Veľký Batizovský štít a nižší západní: Malý Batizovský štít, které jsou odděleny Vyšnou Batizovskou štrbinou.

## Okolí štítu
Ze štítu je možný výhled do Batizovské a Bielovodské doliny, na okolní hřebeny a štíty (Gerlachovský štít, Končistou, Ganek a jiné).

## Název štítu
Pojmenování štítu je odvozeno od obce Batizovce, v jejímž katastrálním území štít do roku 1947 ležel. Pastýři z této obce v minulosti pásli svá stáda v Batizovské dolině.

## Přístup
Vrchol Batizovského štítu není pro turistickou veřejnost přístupný po značkovaných chodnících. Vedou na něj jen horolezecké trasy od obtížnosti III, proto patřil k posledním dosaženým vrcholům Vysokých Tater.

## Prvovýstup
- Letní prvovýstup: Karol Jurzyca a Józef Galko-Rusnák v roce 1900
- Zimní prvovýstup: Zygmunt Klemensiewicz a Jerzy Maślanka v roce 1909

## Obrázky

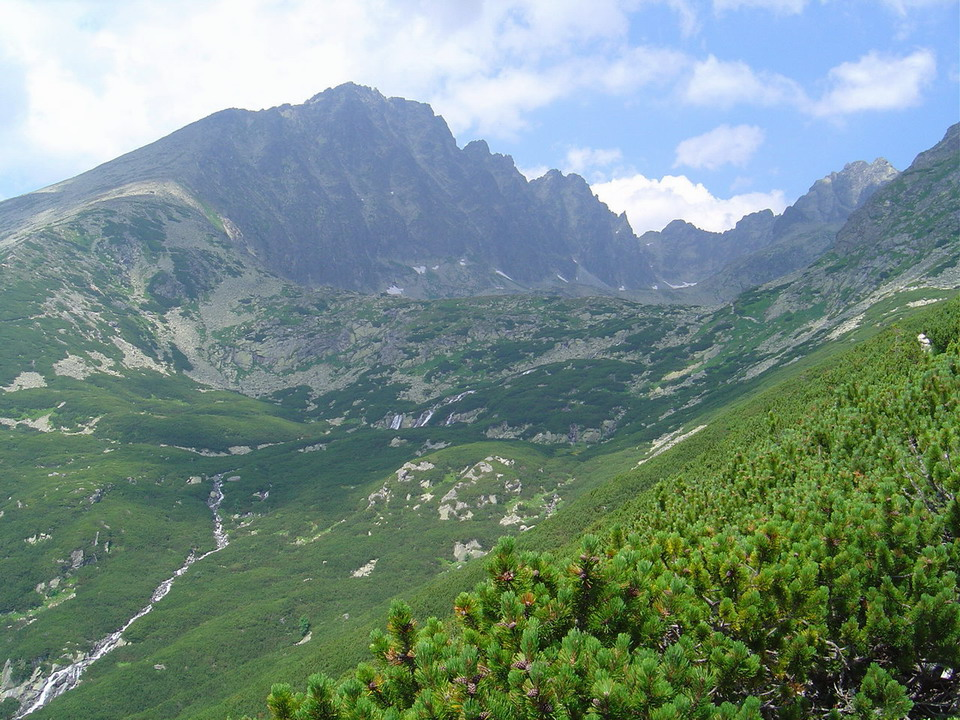
Končistá a Batizovská dolina s Batizovskými vodopády, vpravo Batizovský štít a Kostolík.
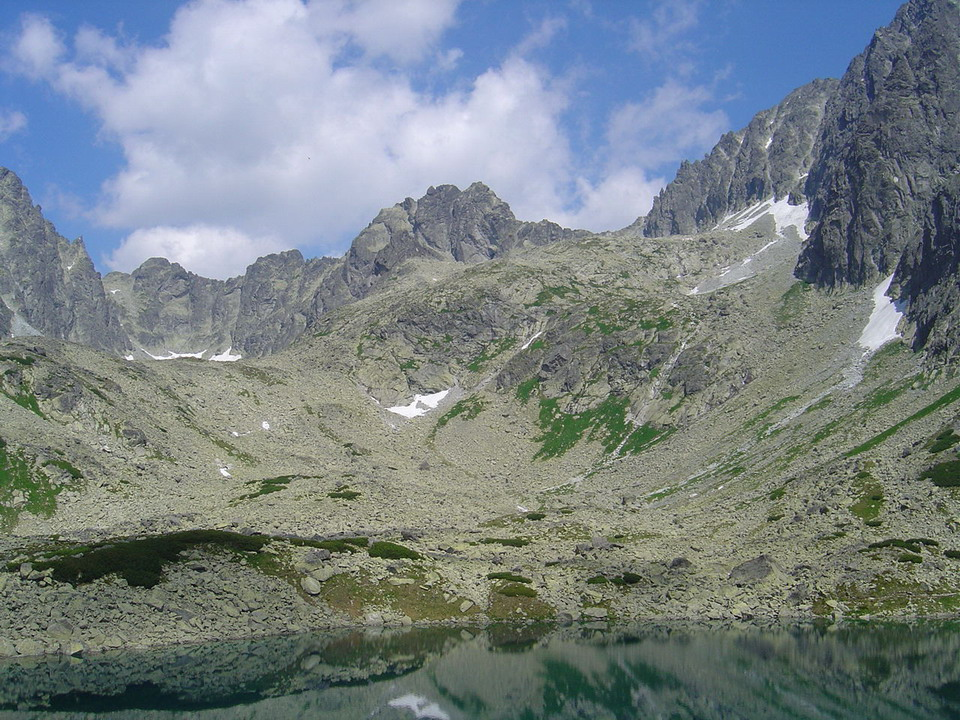
Zleva Popradský Ľadový štít, Kačací a Batizovský štít, vpravo stěny Gerlachovského štítu.
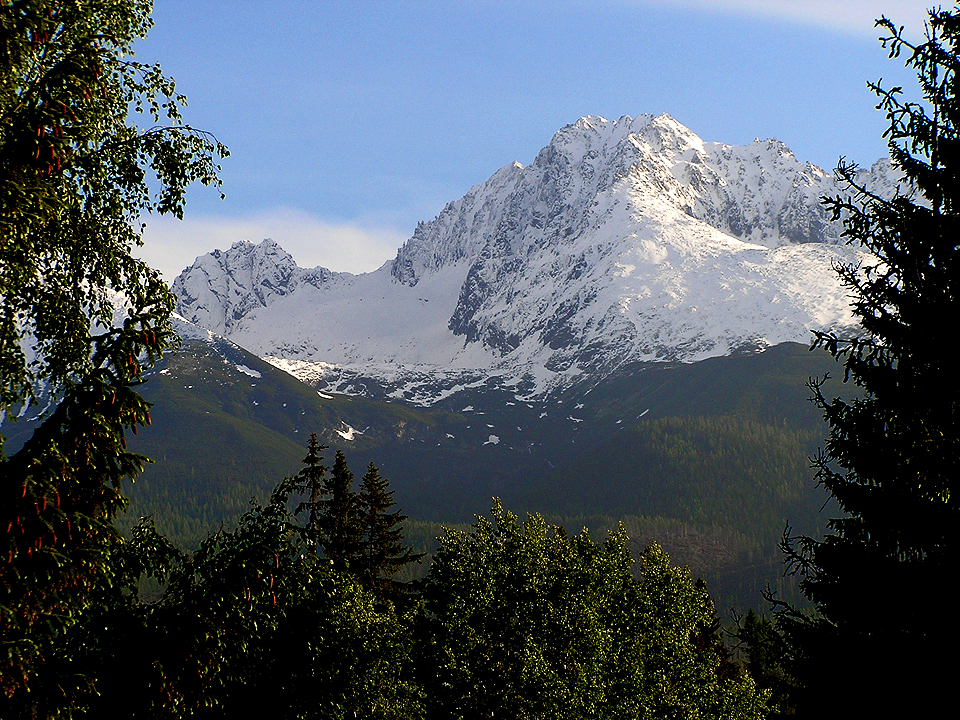
Vpravo masívní Gerlach, vlevo Batizovský štít.
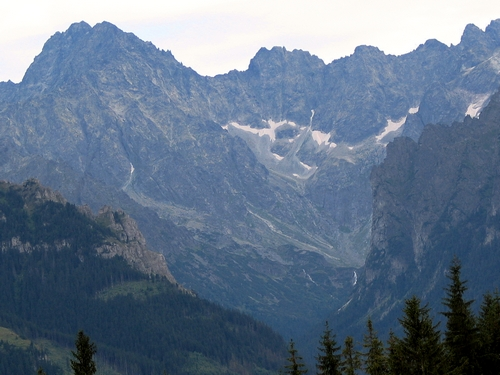
Pohled ze severu, zleva Gerlach, Batizovský, Kačací a Popradský Ľadový štít.